# Coupe des nations de rink hockey 1941
Navigation
Coupe des nations 1939 Coupe des nations 1946
La Coupe des nations de rink hockey 1941 est la 19e édition de la compétition. La coupe se déroule en avril 1941 à Montreux.

## Déroulement
La compétition oppose deux équipes qui s'opposent dans un match aller et retour.

## Résultats
| Match | Équipe      | Resultat | Équipe  |
| ----- | ----------- | -------- | ------- |
| 1re   | Montreux HC | 3-2      | Lyon HC |
| 2e    | Montreux HC | 6-1      | Lyon HC |
|       |             |          |         |
| Tot   | Montreux HC | 9-3      | Lyon HC |

| Vainqueur du tournoi de Montreux 1941 |
| ------------------------------------- |
| Montreux HC 5e                        |